# Grammitis gilpinae
Grammitis gilpinae là một loài dương xỉ trong họ Polypodiaceae. Loài này được Baker Tardieu mô tả khoa học đầu tiên năm 1960.